# Conférence épiscopale de Turquie
La Conférence épiscopale de Turquie (abrégé CET) est une conférence épiscopale de l’Église catholique qui réunit les ordinaires de Turquie.
Son président participe au Conseil des conférences épiscopales d’Europe (CCEE), avec une petite quarantaine d’autres membres.

## Historique
La conférence a été créée le 1er février 1976.

## Membres

### Assemblée prénière
L’assemblée plénière se réunit normalement deux fois par an.
La conférence est constituée des ordinaires de trois juridictions de rite latin : l’archidiocèse d’Izmir et deux vicariats apostoliques ; et de trois juridictions de rite byzantin : l’une chaldéenne, la deuxième arménienne et la dernière syriaque. Cela fait en 2022 six membres :
- de rite byzantin :
  - Boghos Lévon Zékian (de), éparque d’Istanbul des Arméniens (en) ;
  - Sabri Anar (de), éparque de Diyarbakır des Chaldéens (en) ;
  - Orhan Abdulahad Çanli, éparque de Turquie des Syriaques (en) ;
- de rite latin :
  - Martin Kmetec, archevêque d’Izmir ;
  - Paolo Bizzeti (de), vicaire apostolique d’Anatolie ;
  - Lorenzo Piretto, vicaire apostolique d’Istanbul.

L’Église catholique byzantine grecque n’a plus aujourd’hui d’exarques en Turquie ; et le patriarcat de Cilicie de l’Église catholique arménienne, dont le territoire s’étend en Turquie, est basé à Beyrouth au Liban.

### Présidents
Le président est en 2022 Martin Kmetec (O.F.M. Cap.), archevêque d’Izmir, depuis le 13 juillet 2021.
Il y a également eu :
- Gauthier Pierre Georges Antoine Dubois (de) (O.F.M. Cap.), de 1979 à 1989[6] ;
- Giuseppe Germano Bernardini (O.F.M. Cap.), de 1989 à 1992[6] ;
- Johannes Tcholakian (de), de 1992 à 1995[6] ;
- Louis Pelâtre (A.A.), de 1995 à 2001[6] ;
- Ruggero Franceschini (de) (O.F.M. Cap.), de 2001 à octobre 2007[6] ;
- Luigi Padovese (O.F.M. Cap., d’octobre 2007 au 3 juin 2010[6], date de son assassinat[7] ;
- Ruggero Franceschini (de) (O.F.M. Cap.), de septembre 2010 à avril 2015[6] ;
- Boghos Lévon Zékian (de), d’avril 2015 à 2018[6] ;
- Rubén Tierrablanca González (de) (O.F.M.), de 2018[6] au 22 décembre 2020, date de son décès[8].

## Sanctuaires
La conférence n’a pas, en 2022, désigné de sanctuaire national.